# Banater Republiek

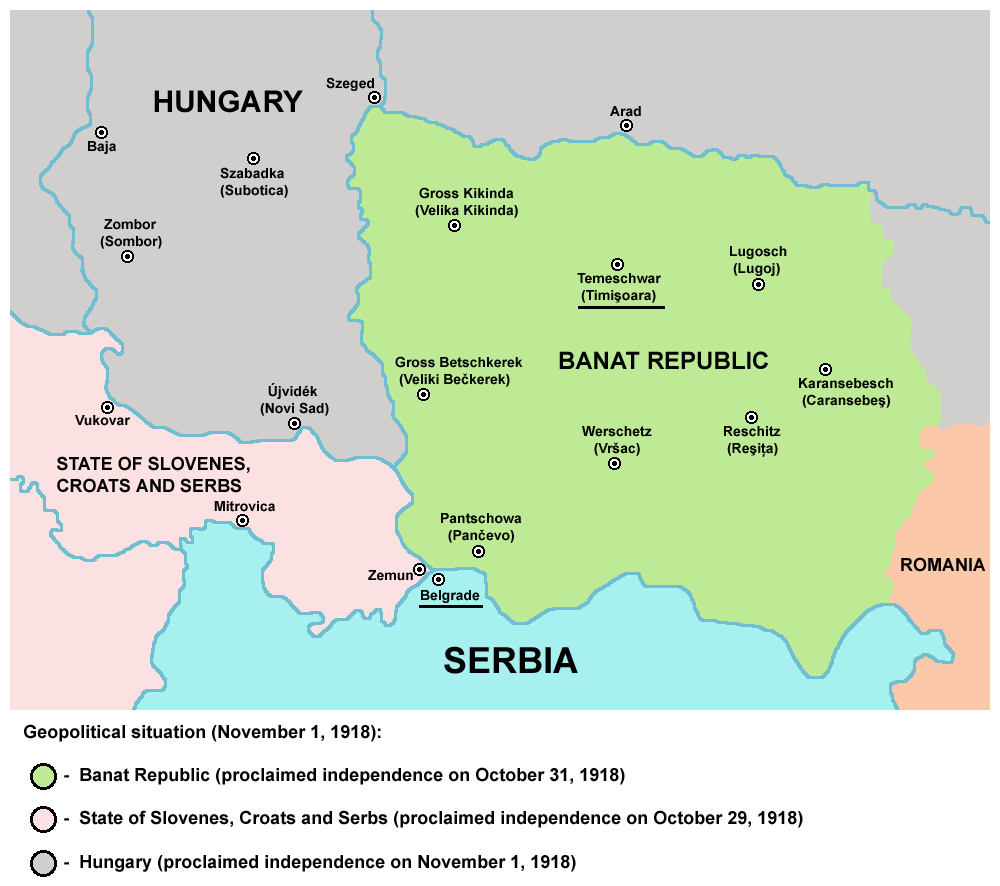
De Banater Republiek en omliggende staten.

De Banater Republiek was een kort bestaande staat in Centraal-Europa die ontstond na het uiteenvallen van Oostenrijk-Hongarije. De republiek werd uitgeroepen op 1 november 1918 en werd, vijftien dagen later, op 15 november ontmanteld door Servische troepen. Het gebied werd verdeeld tussen Roemenië, Servië en Hongarije.
De republiek was een poging om het multi-etnische karakter van het Banaat te behouden. Het was de enige periode in de geschiedenis dat het Banaat een onafhankelijke staat vormde.

## Geschiedenis
Tegen het einde van de Eerste Wereldoorlog werden in het Banaat militaire raden opgezet door de verschillende etnische groepen die in het gebied woonden. Op 31 oktober 1918 kwamen deze raden overeen om bestuursorganen voor het Banaat op te richten. De volgende dag kwam de volksraad, waarin alle etnische groepen waren vertegenwoordigd, voor het eerst bijeen. Er werd voorgesteld om het Banaat tot een autonoom gebied om te vormen. Ondanks het uitblijven van steun van de Roemeense meerderheid, riep Dr. Otto Roth de vanaf het balkon van het stadhuis van Timișoara de Banater Republiek uit. Otto Roth kreeg de leiding over civiele zaken en Albert Bartha nam de hoogste militaire leiding op zich. De staat probeerde de aanvoer van voedsel en goederen te regelen, een politiemacht op te zetten en een burgermilitie te organiseren.
In zowel binnen- als buitenland ontbrak het aan erkenning van de staat. De Roemeense meerderheid van de bevolking wilde een aansluiting bij het Koninkrijk Roemenië. Roemenië, Servië en Hongarije maakten aanspraken op het gebied. Op vijftien november marcheerden Servische troepen het Banaat binnen en maakte een einde aan de republiek. Om een treffen tussen Servië en Roemenië te voorkomen stuurde Frankrijk militairen naar het Banaat. Op 21 februari 1919 werden de nationale raden ontmanteld door de Serviërs. Enkele maanden later werd het Banaat verdeeld tussen Servië en Roemenië. Met het Verdrag van Trianon werd dit juridisch bevestigd.

## Demografie
De Banater Republiek had 1.582.133 inwoners, de grootste bevolkingsgroepen waren Roemenen, Duitsers, Serviërs en Hongaren. De grootste religies waren de oosters-orthodoxe en rooms-katholieke kerk met respectievelijk 855.852 (54.10%) en 591.447 (37.38%) aanhangers.
| Etnische groep | Aantal    | Percentage |
| -------------- | --------- | ---------- |
| Totaal         | 1.582.133 | 100%       |
| Roemenen       | 592.049   | 37.42%     |
| Duitsers       | 387,545   | 24.50%     |
| Serviërs       | 284.329   | 17.97%     |
| Hongaren       | 242.152   | 15.31%     |
| Overigen       | 76058     | 4.8%       |